# Géraldine Pailhas
Géraldine Pailhas (8 de janeiro de 1971) é uma atriz francesa. Nascida em  Marselha no sul da França, Géraldine é casado com o  ator , roteirista e diretor francês Christopher Thompson.

## Biografia
Filha de um dono de galeria de arte, Géraldine Pailhas, que inicialmente queria seguir uma carreira de dançarina, aparece em um clip dos Gipsy Kings.
Após trabalhar como figurante na produção “Trois places pour le 26” (1988), ela participa do elenco de dois filmes, um deles leve – “Les Arcandiers”- e o outro, mais sério – “La Neige et le feu”.  Nessa história de amor passada na época da guerra, ela interpreta uma enfermeira que derrete corações, papel que lhe valeu um César de Melhor Revelação Feminina em 1992.
Nesse mesmo ano, o  “IP5, a ilha dos paquidermes” de Beineix, onde contracena com Montand, e sua participação, em 1995, em "Don Juan DeMarco” ao lado dos ícones Johnny Depp e Marlon Brando, consolidam sua imagem de atriz romântica.
Frente a Depardieu, outra lenda cinematográfica, a jovem atriz mostra muita maturidade em “Le Garçu” de Pialat, em 1995. Ela se destaca também em outros filmes de grupo (“Les Randonneurs”, “La Parenthèse enchantée”, onde ela se singulariza por seu lado ao mesmo tempo doce e decidido. Comovente como esposa abandonada porém digna em “O adversário” (2002) e “Uma Vida à tua Espera”, co-escrito com seu companheiro Christopher Thompson, ela é também totalmente convincente como namorada intratável no filme “O amor em 5 tempos” de Ozon, e como call-girl de luxo em “Le Coût de la vie” onde seu trabalho foi recompensado, em 2004, com uma indicação para o César de Melhor Atriz Coadjuvante.
Dirigida por Doillon e por Klapisch, Géraldine Pailhas, agora atriz de primeira linha, navega sem complexo entre o cinema autoral  (“Les Revenants”,  “Je pense à vous”) e filmes de diversão para o grande público (“Os Cavaleiros do Ar”, “Le Prix à payer”). Seu estilo, espirituoso e glamouroso, e a velocidade com que fala parecem designá-la como herdeira de Catherine Deneuve. Assim, ela é escolhida por Thierry Klifa para representar a filha de Miou-Miou em “Segredos de Cabaré” (2006). Em 2008, ela filma de ponta a ponta o cativante “Didine”, e festeja o reencontro com o elenco de “Randonneurs”. Em 2009, ela trabalha em “Espiões”, um filme de gênero, muito pessoal, paradoxo que certamente não desagrada a essa atriz eclética.

## Filmografia parcial

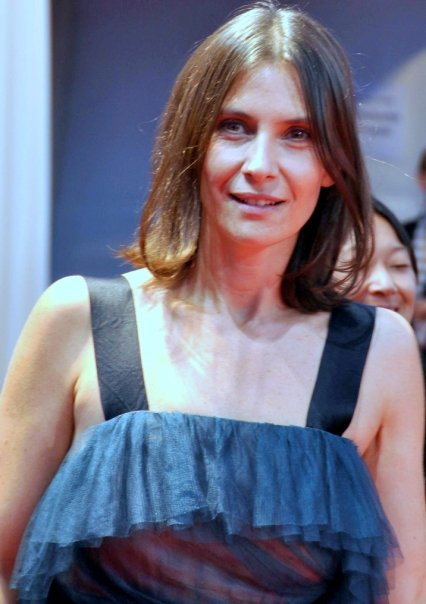
2009

- 1988 : Trois places pour le 26 de Jacques Demy
- 1991 : La Neige et le Feu de Claude Pinoteau
- 1991 : Les arcandiers de Manuel Sanchez
- 1992 : IP5 : L'île aux pachydermes de Jean-Jacques Beineix
- 1993 : Comment font les gens de Pascale Bailly
- 1994 : La folie douce de Frédéric Jardin
- 1994 : Suite 16 de Dominique Deruddere
- 1995 : Don Juan DeMarco de Jeremy Leven
- 1995 : Le Garçu de Maurice Pialat
- 1995 : Tom est tout seul de Fabien Onteniente
- 1997 : Les Randonneurs de Philippe Harel
- 1999 : Peut-être de Cédric Klapisch
- 2000 : La Parenthèse enchantée de Michel Spinosa
- 2001 : La chambre des officiers de François Dupeyron
- 2002 : L'Adversaire de Nicole Garcia
- 2003 : Après de Angelo Cianci (curta-metragem)
- 2003 : Le Coût de la vie de Philippe Le Guay
- 2004 : 5×2 de François Ozon
- 2004 : Les Parallèles de Nicolas Saada (curta-metragem)
- 2004 : Les Revenants de Robin Campillo
- 2004 : Une vie à t'attendre de Thierry Klifa
- 2005 : Les Chevaliers du ciel de Gérard Pirès
- 2006 : Je pense à vous de Pascal Bonitzer
- 2006 : Le Héros de la famille de Thierry Klifa
- 2007 : Le Prix à payer de Alexandra Leclère
- 2008 : Didine de Vincent Dietschy
- 2008 : Les Randonneurs à Saint-Tropez de Philippe Harel
- 2008 : Espion(s) de Nicolas Saada
- 2010 : Bus Palladium de Christopher Thompson
- 2011 : Les Yeux de sa mère de Thierry Klifa
- 2012 : Le Paradis des bêtes' de Estelle Larrivaz
- 2012 : Pauline détective de Marc Fitoussi